# Søyla
Die Søyla ist ein kleiner Nunatak im ostantarktischen Königin-Maud-Land. Er ragt nördlich des Domen im Borg-Massiv auf.
Norwegische Kartographen, die ihn auch deskriptiv benannten, kartierten den Nunatak anhand geodätischer Vermessungen und Luftaufnahmen der Norwegisch-Britisch-Schwedischen Antarktisexpedition (1949–1952).